# Deux Samouraïs et cent geishas
Pour plus de détails, voir Fiche technique et Distribution.
Deux Samouraïs et cent geishas (Due samurai per cento geishe) est une comédie italienne réalisée par Giorgio Simonelli et sortie en 1962.

## Synopsis
Deux cousins reçoivent un gros héritage, mais pour l'obtenir, ils doivent se rendre dans le lointain Japon. Une fois sur place, Franco et Ciccio se rendent compte qu'ils feraient bien de s'adapter aux coutumes locales. Le voyage va donc se transformer en une série de malentendus et de situations cocasses, car les deux cousins siciliens, pour toucher l'argent, vont devoir aller à l'école de kendo et se transformer en deux véritables samouraïs ! 

## Fiche technique
- Titre français : Deux Samouraïs et cent geishas[1]
- Titre original : Due samurai per cento geishe[2]
- Réalisation : Giorgio Simonelli
- Scénario : Marcello Ciorciolini, Maurizio Jurgens (it)
- Photographie : Riccardo Pallottini
- Montage : Antonietta Zita
- Musique : Luis Bacalov et Nico Fidenco
- Décors : Giuseppe Ranieri
- Sociétés de production : Alpi Cinematografica (Rome)
- Format : couleurs par Eastmancolor - 2,35:1 - Son mono - 35 mm
- Pays de production :  Italie
- Langue de tournage : italien
- Genre : comédie
- Durée : 98 minutes
- Dates de sortie : 
  - Italie : 7 septembre 1962
  - France : 29 avril 1966

## Distribution
- Franco Franchi : Élève Samouraï
- Ciccio Ingrassia : Samouraï stagiaire
- Silvio Bagolini : Chef chinois
- Mario Carotenuto : Notaire japonais
- Riccardo Billi : Directeur de l'école des samouraïs
- Vittorio Congia : Chin-Mu
- Enzo Andronico : Agent du FBI
- Margaret Lee : secrétaire de l'avocat Sciabica
- Moa Tahi : Ku-Fhu
- Rossella Como Mi-Tzi-Ka
- Gianni Agus : Avocat Sciabica
- Gregorio Wu : Lieutenant japonais
- Anita Todesco : Instructeur de l'école de geisha
- Pan King Jui : Samouraï
- Franco Tilesi : Samouraï
- Edoardo Toniolo : le professeur